# 延髄突き割る
『延髄突き割る』（えんずいつきわる）は、日本のロックバンド・マキシマム ザ ホルモンのインディーズ3枚目のシングル。2003年9月3日にミミカジルより発売された。CD EXTRA仕様となっており、「アバラ・ボブ」（アルバム『耳噛じる』収録曲）のライブ映像が収められている。

## 収録曲
- 全作詞・作曲：マキシマムザ亮君

1. ROLLING1000tOON
  - 日本テレビ系アニメ『エアマスター』エンディングテーマ。アニメで使用されたものは音源が異なっている。
  - このシングルの表題曲。アニメの話を受けて書き下ろされた曲だが、アニメの曲ということからデスヴォイスの禁止とポップな曲調にするように言われたとのこと[2]。当初は「延髄突き割る」という名前で収録予定だったが、アニメの制作サイドであったバップ（後にメジャー移籍元となる）から「視聴者に怖い印象を与える恐れがある」と却下された。その後「夜中にアニメなんか見てないでさっさと寝ろ!!」というタイトルを発案したがこれも却下され、現在のタイトルとなった[3]。
  - ミュージック・ビデオが作られており、エキストラ約60人と渋谷スクランブル交差点で撮影された[2]。
2. 恋のスウィート糞メリケン
  - 安室奈美恵の「SWEET 19 BLUES」に影響されて作った[3]。
  - この曲もミュージック・ビデオが制作されており、ライブやスタジオでの演奏シーンに、扮装をしたメンバーの映像が挿入されたものとなっている。
3. フォーエバーHEY!HO!LET'S GO! 〜ラモーンズに捧ぐ〜
  - 歌詞は公表されていない。
4. アバラ・ボブ（BAMBOOMAN Mix#2）
  - アルバム「耳噛じる収録の「アバラ・ボブ」のリミックス。三曲目同様、歌詞は公表されていない。

## 収録アルバム
オリジナル
- 『ロッキンポ殺し』 (#1)
- 『糞盤』 (#2)

## アレンジ
- ROLLING1000豚 [KSUKE REMIX] feat.アイナ・ジ・エンド（BiSH） - ゲーム『SHOW BY ROCK!! Fes A Live』収録曲（2020年10月21日に追加）。「ROLLING1000tOON」の新規アレンジ。KSUKEがリミックスを担当し、ボーカルとベースが新録されている。また、ゲストボーカルとしてアイナ・ジ・エンド（BiSH）が参加している[4][5]。コロナナモレモモのラストシングル「LUST」に収録。